# Kies (Kurzgeschichte)

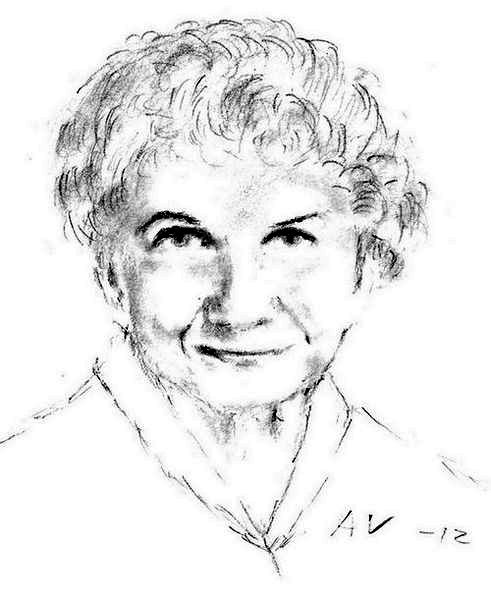
Alice Munro, Nobelpreis für Literatur 2013

Kies (im Original Gravel) ist eine Short Story von Alice Munro aus dem Jahr 2011.
Die Geschichte handelt vom Erinnern an wichtige Ereignisse in der frühen Jugend, in diesem Fall in einer Familie mit einem Hund, einer Schwester und einem Bruder. Geschildert werden Umstände und Hergang eines Unfalls aus der Sicht einer Ich-Erzählerin. Sie möchte eine Erklärung haben, die sie nicht mehr bekommen kann, und die aus ihrer eigenen Erinnerung auch mit Hilfe therapeutischer Unterstützung nicht herzuleiten ist. In einer ganzen Reihe von weiteren Situationen ist ebenfalls etwas nicht sichtbar oder nicht hörbar. Die Erzählerin hält Rückschau, als sie gerade ihren Hochschulabschluss gemacht hat und ihre Partnerin ihr rät, zu dem Mann Kontakt aufzunehmen, mit dem ihre Mutter zur Zeit des Ereignisses zusammenlebte. Nicht zuletzt in diesem Gespräch geht es um die Frage, was materieller Wohlstand bzw. sein Gegenteil hervorzubringen vermögen und was die Basis für eigenes Glück sein kann. Die Lebensgestaltung der Mutter ebenso wie die des Vaters in verschiedenen Phasen ihres Lebens bietet der Erzählerin im Verlauf der Geschichte noch andere Varianten dazu. Der Titel der Story ist nur andeutungsweise hilfreich.
Ulrike Frenkel schreibt, dass Kies eine Geschichte sei, in der es um den Abschied einer Tochter von einer Mutter gehe. Hier lasse Munro eine Frau beschreiben, „wie deren damals neunjährige Schwester Cora in einer Mischung aus Lebenslust und Verzweiflung voll bekleidet in einen eiskalten Baggersee gesprungen und ertrunken war“, und dass die Loslösung in diesem Fall mit einer Katastrophe einhergehe. Mehr als die Vermutungen und Fragen der Ich-Erzählerin gebe Munro den Lesern allerdings nicht, denn sie hinterlasse immer ein offenes Ende.
In der jüngsten Sammlung von Alice Munro, Dear Life (2012), hat die Erzählung eine Länge von knapp 18 Seiten und sie ist im Web verfügbar. In der Übersetzung von Heidi Zerning ist das Werk enthalten im Band Liebes Leben (2013).